# Васлуйская битва

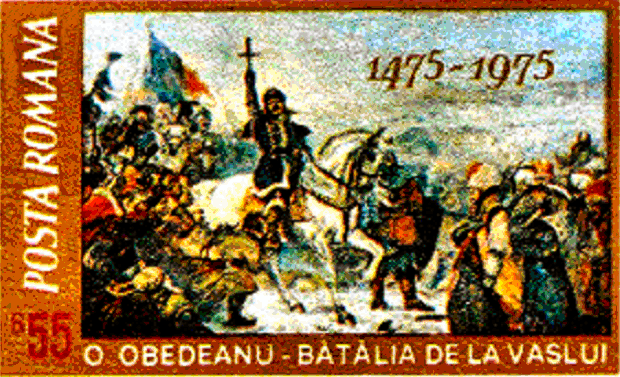
Почтовая марка Румынии, посвящённая Васлуйской битве. 1975 год.

Васлуйская битва (рум. Bătălia de la Vaslui) — одно из самых успешных генеральных сражений молдавского господаря Стефана III «Великого», которое стало частью периода борьбы молдавского народа за православную веру и независимость Молдавского княжества, в том числе и против турецких нашествий на юго-восточную Европу в XV — XVI веках.

## История
С момента образования Молдавского княжества (господарства), на разорённых татаро-монголами землях Бырладского княжества, его правители и народ вели борьбу за свою веру и суверенитет с Венгерским и Польскими королевствами, Османской империей, татарскими ордами (Буджакской, Добруджской и так далее) и валахскими соседями. Валахия подчинилась туркам в конце XIV столетия, Молдавия — в 1511 году, и та, и другая после упорной борьбы. В Валахии этой борьбой руководил Мирче Великий, в Молдавии — Стефан Великий.
В конце XV и начале XVI столетий Молдавское господарство вело борьбу против Османского владычества под руководством государя Стефана III «Великого» со своим войском. 
Битва с османами произошла 10 января (17 января) 1475 года в районе города Васлуй, где тогда находилась резиденция (дворец) молдавского господаря, на территории средневекового Молдавского княжества, территория современной республики Румыния. 
120-тысячным османскими войском командовал Хадым Сулейман Паша. Войска встретились на так называемом Высоком Мосту (Подул Ыналт) в 60 км южнее города Яссы, у слияния рек Ракова и Бырлад. Несмотря на численное неравенство, хорошее знание местности молдаванами способствовало тому что в ходе битвы молдавское войско, состоявшее из 40 тыс. плохо вооружённых народных ополченцев, в основном из крестьян, а также 5 тысяч наёмных венгерских солдат, частично предоставленных Матьяшем Корвином, секеев-добровольцев плюс 2 тысяч поляков наголову разбили 120-тысячную турецкую армию Сулеймана-паши (в том числе 20 тысяч порабощённых болгар). 
Турки потеряли в битве от 40 тысяч до 50 тысяч человек убитыми. Финальному наступлению предшествовал необычный трюк молдавских военных трубачей. Проникнув глубоко в тыл османского войска, трубачи подали сигнал к решающей атаке. Турецкие солдаты были буквально сбиты с толку, решив что они окружены. Началась паника, чем моментально воспользовался Стефан III . Противник был разгромлен.
Данная победа значительно повысила роль Молдавского княжества в борьбе против Османской агрессии, до этого венгры и поляки часто выражали негодование тем что Молдавское княжество ничего не делает для сдерживания исламизации Европы, пытаясь к тому же осуществить неудачные планы его захвата. Престиж победы был настолько высок, что сам Сикст IV (папа римский) поздравил Стефана III с победой, хотя отношения между православными и католиками в этот период были далеко не безоблачными. Но триумф Молдавии был недолгим: уже в 1476 году Стефан потерпел поражение от турок в битве в Белой Долине (у современного посёлка Рэзбоень). Так и не  получив вовремя существенной помощи от правителей западноевропейских государств, Стефан III вынужден был признать своё княжество вассалом Османской империи и возобновил уплату дани турецкому султану.

## В культуре
В кино
- Битва показана в фильме «Штефан Великий – 1475 год» (1975 г.) режиссёр — Мирча Дрэган.

В музыке
- Песня молдавской фолк-метал-группы Harmasar «Vaslui 1475»
- Песня украинского дарк-фолк-проекта Wiseword Nidaros «Васлуй»